# Obelisco de Kagul
El obelisco de Kagul (del ruso: Кагульский обелиск) se localiza en la localidad de Tsárskoye Seló, se trata de una de las varias estructuras erigidas a instancias de Catalina II de  Rusia en 1772 para conmemorar la victoria de Piotr Rumyántsev en la batalla de Kagul. Diseñado por Antonio Rinaldi, el obelisco de mármol gris y rojo oscuro se encuentra en el parque natural del Palacio de Catalina.
La inscripción en el pedestal dice: «En recuerdo de la victoria en el río Kagul en Moldavia, 21 de julio de 1770, bajo el mando del conde Piotr Rumyántsev».